# Кононыхин, Сергей Николаевич
Сергей Николаевич Кононыхин (род. 1 сентября 1940, Москва) — советский спортивный комментатор (фигурное катание), судья соревнований по фигурному катанию на коньках. Мастер спорта СССР по фигурному катанию. Заслуженный работник культуры РФ.

## Биография

### Образование
Окончил Московский авиационный институт, Академию общественных наук при ЦК КПСС. Кандидат философских наук.

### Карьера
По окончании МАИ до 1967 года работал инженером на закрытом предприятии.

#### Телевидение
Впервые попал на телевидение в 1965 году по приглашению комментировать выступления спортсменов на чемпионате Европы по фигурному катанию на коньках. Это были консультационные вставки в общий комментарий, разъясняющие отдельные элементы катания, принципы их исполнения, основы судейства.
С 1965 по 1967 год внештатно писал сценарии телепрограмм в отделе науки Главной редакции общественно-политических программ Центрального телевидения. В 1967 году был принят на постоянную работу в штат. Работал редактором, корреспондентом и комментатором отдела науки, брал интервью у выдающихся советских учёных: Георгия Флёрова, Аркадия Мигдала, Михаила Миллионщикова.
В 1968 году начал работать по совместительству в отделе спорта Центрального телевидения. В марте 1968 года после комментирования чемпионата мира по фигурному катанию перешёл в спортивную редакцию на постоянную работу. В дальнейшем, помимо фигурного катания, специализировался на художественной и спортивной гимнастике, реже — на технических видах спорта.
Вёл репортажи как на Центральном телевидении, так и на Всесоюзном радио. Также являлся главным редактором Главной редакции кинопрограмм Центрального телевидения.
В качестве члена Всесоюзного общества «Знание» участвовал в командировках, выступлениях с лекциями, встречах со зрителями.
С 1992 по 1995 год являлся директором студии спортивных программ РГТРК «Останкино».
В 2006 году комментировал выступления участников в телевизионном шоу «Танцы на льду» на телеканале «Россия».
Один из создателей проекта «Музей телевидения и радио в Интернете».

#### Спорт
Судья международной категории. В этом качестве работал на зимних Олимпийских играх 1980 и 1988 годов, чемпионатах мира и Европы (1974—1988).
Являлся председателем Всесоюзной коллегии судей по фигурному катанию.
Вице-президент Федерации фигурного катания на коньках России (с 4 июня 2010 года). Члeн Management Commission ISU.